# التصوير الضوئي في الأدلة الجنائية

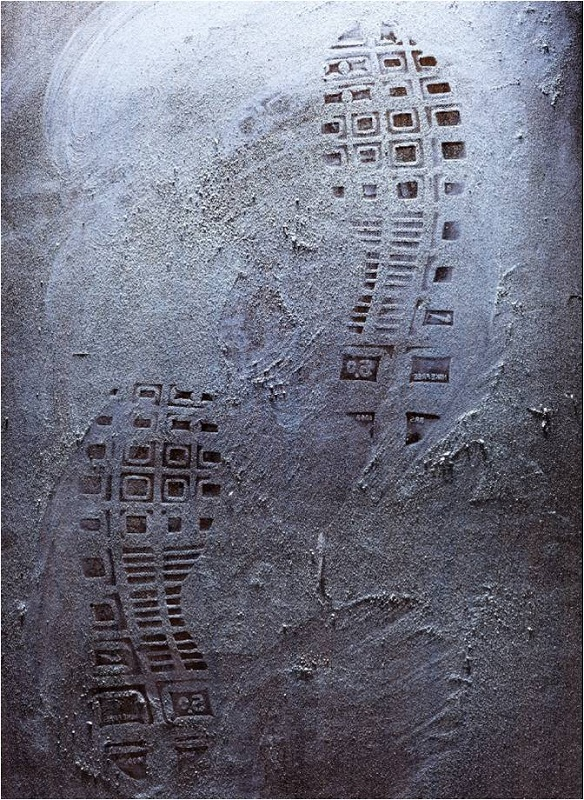
اثار حذاء عالقة في مسرح الجريمة

التصوير في الأدلة الجنائية Forensic photography، كما يسمى تصوير مسرح الجريمة، هو عملية تسجيل مسرح الجريمة وجميع الأدلة الملموسة، وذلك من أجل توفير سجل دائم للمحاكم،  كما يعتبر التصوير جزء اساسي من الأدلة الالكترونيه، مسرح الجريمة قد يكون هو المصدر الرئيسي للأدلة الملموسة التي تستخدم في ربط المشتبه به بمسرح الجريمة أو الضحايا بمسرح الجريمة وكذلك ربط المشتبه به بالضحايا، هذا مايسمى بمبدا لوكارد التبادل(بالإنجليزية: Locard's exchange principle)‏، هذا هو المبدأ الرئيسي لأسباب التحقيق في مسرح الجريمة. الأساسي لماذا ينبغي التحقيق في مسرح الجريمة.
التصوير في الأدلة الجنائية لابد وان ياخذ بعين الاعتبار ثلاثة عناصر في مسرح الجريمة: الموضوع والمقياس والمرجع، كما يجب أن يتم عرض الصور العالية الدقة والحقيقيه دون اجرا أي تغيير عليها.

## ميزات تصوير مسرح الجريمة
التصوير الضوئي الإبداعي والفني في الاغلب تكون نتائجها بطريقة مختلفة وهي تختلف تماما عن التصوير للأدلة الجنائية حيث لابد وان تخدم عدة أغراض، بالنسبة للأشخاص الذين كانوا في مسرح الجريمة الأصلية ستساعدهم الصور في تذكر الاحداث في مسرح الجريمة مع مرور الوقت، واما بالنسبة للأشخاص الذين لم يتمكنو من التواجد في مسرح الجريمة الأصلية فالصور الضوئية تمكنهم من رؤية مسرح الجريمة والأدلة في مسرح الجريمة.
وبالإضافة إلى ذلك، فإن صور الأدلة الجنائية يمكن استخدامها من قبل المحللون القانونيون الذين سوف يشاركوا في تحليل الجريمة، وكما تستخدم كأدلة عند عرض الجريمة للمحاكمة كقضية من قبل القاضي وهيئة المحلفين، المحامي والشهود، بل إن في بعض الجرائم قد تكون الصور هي السبيل الوحيد لجمع الأدلة الشرعية، وينبغي النظر في النقاط التالية:
1. توثيق مسرح الجريمة والأدلة في مسرح الجريمة.
2. جمع الأدلة، الصور التي يتم التقاطها تخضع للفحص والتحليل من قبل خبراء والمحللين في المختبر الجنائي.[4]

## أدلة مسرح الجريمة
مسرح الجريمة هو مصدر الأدلة الملموسة التي يتم استخدامها لربط المشتبه بهم بمسرح الجريمة وضحايا بمسرح الجريمة وكذلك ربط المشتبه بهم بالضحايا، أي شيء يتم إيجاده في مسرح الجريمة يمكن أن يكون دليل لتحليل الجريمة، يمكن تصنيف الأدلة إلى المجموعات التالية وذلك استنادا على أصلها، وتكوينها، أو طريقة الصنع:
1. الأدلة البيولوجية  أي أدلة مستمدة من الأشياء الحية. تشمل السوائل الفسيولوجية، والنباتات، وبعض مسببات الأمراض البيولوجية.
2. الأدلة الكيميائية أي أدلة تعرف بحالة كيميائية.
3. الأدلة العينية أي دليل مع وجود نمط أو نمط يمكن التنبؤ به من المظهر.
4. تتبع الأدلة أي دليل صغير الحجم.

بالإضافة إلى تحديد نوع الأدلة الملموسة التي عثر عليها في مسرح الجريمة، فمن الضروري الحصول على معلومات التحقيق من خلال تحليل الأدلة، وتوفير خيوط التحقيق لرجال المباحث من خلال استخدام الأدلة الملموسة لإعطاء معلومات لرجال المباحث حتى تساعدهم في تحديد أماكن الضحايا والمشتبه فيهم

## تحليل الصور التاريخية
الجريمة أو صور مكان الحادث غالبا ما يتم إعادة تحليلها في القضايا العاقة أو عندما تحتاج الصور لتكبير وذلك لإظهار التفاصيل الهامة، الصور في فلم التصوير عادة ما تحتوي على الكثير من المعلومات التي قد تكون حاسمة لفترة طويلة بعد أن تم التقاط الصورة، يمكن تحويلها إلى صور رقمية بسهولة عن طريق المسح الضوئي، ثم تكبير الصورة لإظهار التفاصيل اللازمة لعمل تحليل جديد، على سبيل المثال، استمر الجدال لعدة سنوات على سبب كارثة جسر تاي من 1879 عندما انهار مايقارب نصف الميل من الجسر في عاصفة، مما أدى إلى احدار مسرى القطار وصولا إلى مصب نهر تاي، حيث قتل 75 من الركاب والطاقم.
مجموعة من الصور الضوئية التي التقطت بعد أيام قليلة من وقوع الحادثه تم إعادة تحليلها في الفترة 1999-2000 من خلال تحويلها إلى صور رقمية وتكبيرها لإظهار التفاصيل الهامة، وكانت النسخ الأصلية للصور في دقة عالية جدا حيث كان يستخدم كاميرا لوحية كبيرة مع عدسة صغيرة، بالإضافة إلى اشرطة التسجيل الصغيرة، وتم استنتاج سبب سقوط الجسر هو عيوب في التصميم والعيوب في أعمدة الحديد، وبهذا تم ابطال التفسيرات القديمة بانه تم تفجير الجسر أسفل بفعل الرياح خلال العاصفة في تلك الليلة، أو أن القطار خرج عن القضبان، إن إعادة تحليل الصور ادى إلى دعم المحكمة في استنتاجات التحقيق، التي تنص على أن الجسر كان «سيئ التصميم، الذي بني بشكل سيء وسوء صيانة».

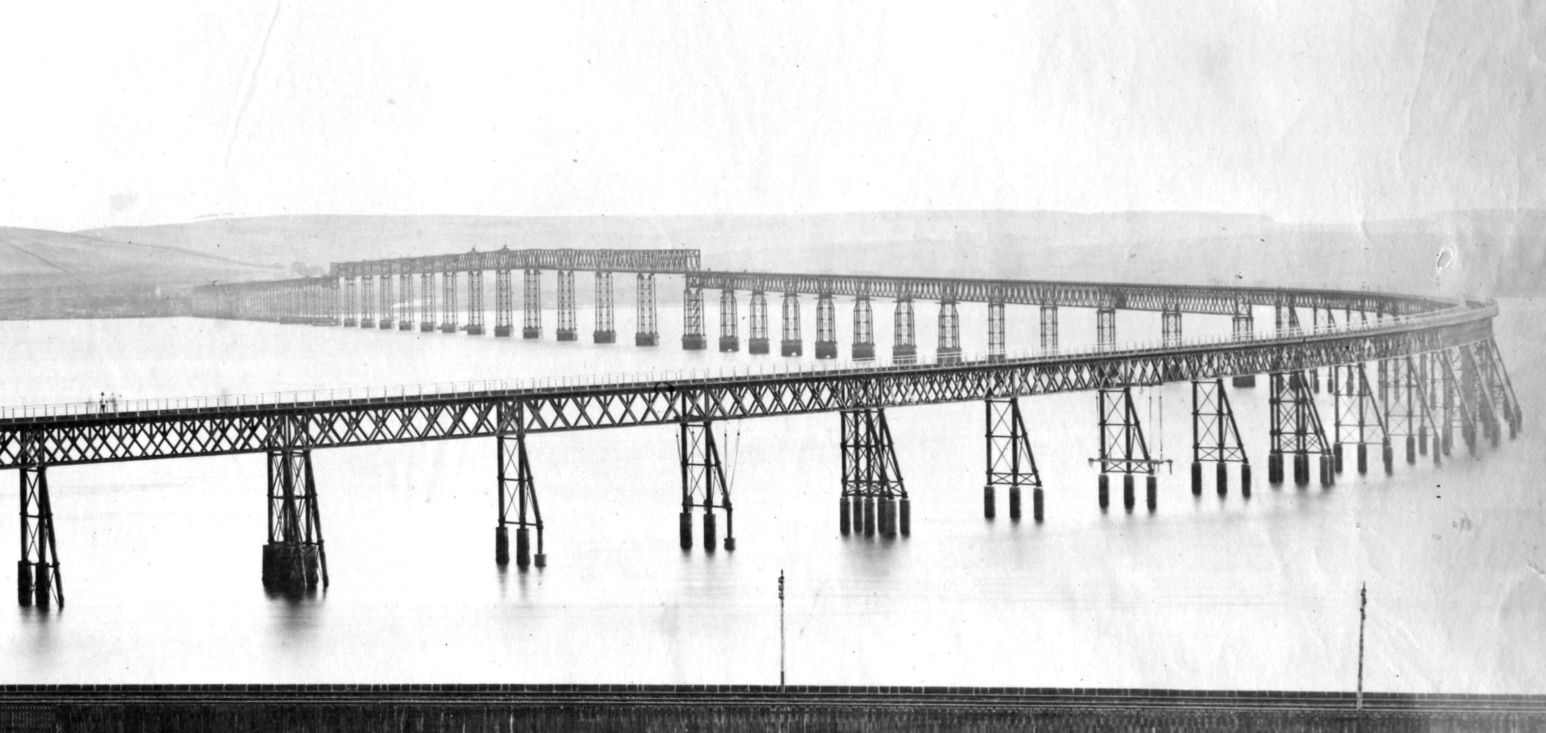
الصورة الأصلية لجسر تاي من الشمال

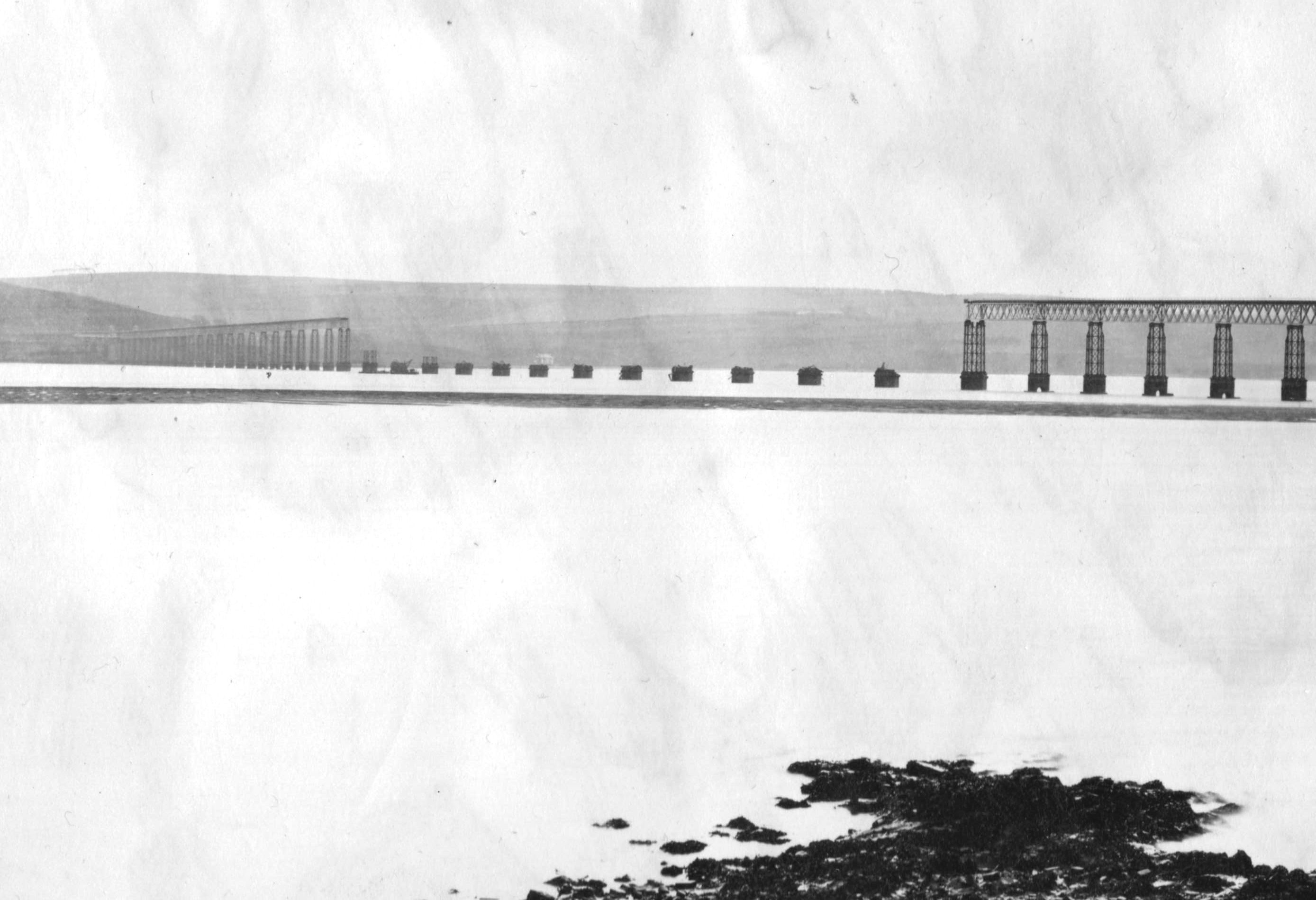
صورة جسر تاي المنهار من عام 1880